# Bibiani
Bibiani – miasto w Ghanie, w regionie Zachodni, w dystrykcie Bibiani/Anhwiaso/Bekwai.